# Copa Mundial de Hockey sobre Hielo
La Copa Mundial de Hockey sobre Hielo (en inglés: World Cup of Hockey) es un torneo de selecciones masculinas de hockey sobre hielo. La Copa Mundial sustituyó a la Copa Canadá, que se celebró cinco veces entre 1976 y 1991.
Es organizado por la National Hockey League (NHL) norteamericana y se disputa en septiembre, con la presencia de los mejores jugadores de la liga. Por el contrario, el Campeonato Mundial de la Federación Internacional de Hockey sobre Hielo (IIHF) se realiza en abril-mayo y por tanto coincide con la postemporada de la NHL.
En la Copa Mundial compiten ocho equipos. En 1996 y 2004 participaron las seis potencias mundiales (Canadá, Estados Unidos, Rusia, Suecia, Finlandia y República Checa), más Alemania y Eslovaquia. En 2016, los jugadores de Alemania, Eslovaquia y demás países europeos integraron un combinado, mientras que el octavo equipo fue la selección sub-23 de Norteamérica.
El formato de la Copa Mundial consiste en una fase de grupos (dos de cuatro equipos), y una fase de eliminación directa. En las dos primeras ediciones de Copa Mundial, un grupo jugó en Norteamérica y el otro en Europa. Todos los partidos de la fase final se disputaron en Norteamérica, salvo dos en 2004. La edición 2016 se disputó íntegramente en el Air Canada Centre de Toronto (Canadá).
En 1996, el mejor equipo de cada grupo avanzó a semifinales y los dos siguientes a cuartos de final. En 2004, los ocho equipos avanzaron a cuartos de final. En 2016, los dos mejores de cada grupo avanzaron a semifinales.

## Resultados
| Año  | Final                                | Campeón        | Finalista | Resultado          | Semifinalistas                   |
| ---- | ------------------------------------ | -------------- | --------- | ------------------ | -------------------------------- |
| 1996 | Philadelphia (G1) Montreal (G2 y G3) | Estados Unidos | Canadá    | 3–4 (OT), 5–2, 5–2 | Rusia y Suecia                   |
| 2004 | Toronto                              | Canadá         | Finlandia | 3–2                | República Checa y Estados Unidos |
| 2016 | Toronto                              | Canadá         | Europa    | 3–1, 2–1           | Rusia y Suecia                   |